# Фторолефины
Фторолефины – алкены, в которых один или несколько атомов водорода замещены атомами фтора. Фторолефины являются непредельными фторорганическими соединениями и служат в качестве мономеров для синтеза термостойких и химически стойких полимеров и сополимеров (фторопластов и фторкаучуков). Некоторые фторолефины высокотоксичны (перфторизобутилен и др).
| Наименование                  | Химическая формула | Молекулярная масса | Температура плавления, °C | Температура кипения, °C |
| ----------------------------- | ------------------ | ------------------ | ------------------------- | ----------------------- |
| Тетрафторэтилен               | CF2 = CF2          | 100,016            | -131,15                   | -76,5                   |
| Трифторхлоэтилен              | CF2 = CFCl         | 116,470            | -154,9                    | -27,8                   |
| Трифторэтилен                 | CF2 = CFH          | 82,025             |                           | -60,4                   |
| Винилиденфторид               | CF2 = CH2          | 64,035             | -144                      | -83,7                   |
| Винилфторид                   | CFH = CH2          | 46,044             | -160,5                    | -72,2                   |
| Гексафторпропилен             | CF3CF = CF2        | 150,023            | -156,2                    | -29,1                   |
| 1,1,3,3,3 - пентафторпропилен | CF3CH = CF2        | 132,033            | -153                      | -20,7                   |
| 3,3,3 - трифторпропилен       | CF3CH = CH2        | 96,052             | -145                      | -25,5                   |
| Перфторизобутилен             | (CF3)2C = CF2      | 200,031            | -130                      | 6,1                     |
| Перфторметилвиниловый эфир    | CF3OCF = CF2       | 166,023            |                           | -22                     |
| Перфторпропилвиниловый эфир   | C3F7OCF = CF2      | 266,038            |                           | 34                      |
| α,β,β - трифторстирол         | C6H5CF = CF2       | 158,124            | -23                       | 69 (при 69 мм. рт. ст)  |

## Химические свойства фторолефинов
Фторолефины, в отличие от нефторированных и частично фторированных олефинов (алкенов), легко реагируют с нуклеофилами, давая продукты присоединения и замещения. Например:
{\displaystyle CF_{2}=CFCl+R_{2}NH\rightarrow R_{2}NCF_{2}CFClH;}
{\displaystyle 2CF_{3}CF=CF_{2}+2RONa\rightarrow CF_{3}CF=CFOR+ROCF_{2}CF=CF_{2}+2NaF;} 
{\displaystyle (CF_{3})_{2}C=CF_{2}+2H_{2}O\rightarrow (CF_{3})_{2}CHCOOH+2HF}
Фторолефины вступают в реакцию гидрирования, например:
{\displaystyle CF_{2}=CFCl+H_{2}{\xrightarrow {Pd/Al_{2}O_{3}}}CF_{2}=CFH+HCl;}
Легко присоединяют галогеноводороды при интенсивном освещении, действии катализатора и повышенной температуре:
{\displaystyle CF_{2}=CFCl+HBr{\xrightarrow {CaSO_{4};90^{0}C}}CF_{2}BrCFClH}
Получаемый продукт используют для производства фторотана (галотана) – высоко эффективного средства для ингаляционного наркоза (фторотановый наркоз):
{\displaystyle CF_{2}BrCFClH{\xrightarrow {Al_{2}O_{3}}}CF_{3}CClBrH}
Фторолефины присоединяют хлор, бром и иод при фотохимическом инициировании или при повышенной температуре в присутствии активированного угля, например:
{\displaystyle CF_{2}=CF_{2}+Br_{2}{\xrightarrow {h\nu }}CF_{2}BrCF_{2}Br}
Фторолефины вступают в полимеризацию и сополимеризацию с другими олефинами с образованием фторсодержащих полимеров и сополимеров (фторопластов и фторкаучуков).

## См.также
- Тетрафторэтилен
- Политетрафторэтилен
- Галотан
- Фторопласты
- Алкены